# الرميضة
الرميضة؛ هي إحدى قرى منطقة الباحة بقطاع تهامة وأحد المراكز التابعة لمحافظة قلوة، وتقع غرب قلوة، وتعد ضمن حدود منطقة الباحة من الجهة الغربية وتحديدا تقع على ضفاف وادي دوقة، وهي حلقة وصل بين محافظة قلوة وحفار على طريق الساحل، وموقع سياحي في فصل الربيع، ويوجد بها الكثير من المعالم الطبيعية والآثار 

## الموقع
تقع الرميضة في أقصى غرب منطقة الباحة، وتبعد عن أقرب محافظة (قلوة) بمسافة تقارب 20 كلم غرباً.

### القرى
القرى التابعة لمركز بالسود وآل سويدي بالرميضة هي:
- قرى وادي الحضن السويدي
- قرى وادي كروان العبادي
- قرى وادي كروان السويدي
- قرى وادي الصعاليك
- قرى حداب السلاطين (حضن السلاطين)
- قرية عشره وشعثان
- قرية حنونة قرى نيرا بالديان

## المناخ والطبيعة
رغم أنها من قرى منطقة الباحة المعروفة ببرودة أجوائها، إلا أن الرميضة تميل إلى الحرارة في أغلب أيام العام، مصحوبة برطوبة متوسطة ودافئة في وسط الشتاء.

## المعالم الطبيعية

### الجبال
يوجد بها وعلى حدودها عدد من الجبال الشاهقة ومنها:
- جبال نخرة والقلب
- جبل رفاعة غرب الحضن
- جبل السعراء في نيراء
- جبل السفعاء شمال كروان السويدي
- جبال ضبعى والحمر والخلف شمال  الصعاليك
- جبل الأمساك شمال شرق كروان العبادي
- جبل الريع يحدها من الشمال
- جبل نطع بين كروان والصعاليك
- جبال  العطف والصراق والقائم
- جبل نمر

### الأودية
- وادي سمعه
- وادي كروان السويدي
- وادي كروان العبادي
- وادي فلج
- وادي (كفكف)
- وادي عشره
- وادي الصعاليك
- وادي الحضن
- وادي الحومة
- وادي نمر

### الآثار والتاريخ
- نقوش غار النبل أو (عليا) في جبل نخرة
- نقوش صخرة وادي نمر
- نقوش صخرة حلايف بالرميضة
- حصون ومباني وآبار كروان السويدي القديمة
- حصون ومباني الحضن السويدي القديمة
- حصون ومباني كروان العبادي القديمة

### الينابيع  والغدران
- غدير الفاتح و ينابيع الرمادي
- غدران وينابيع وادي فلج
- ينابيع وادي كفكف
- ينابيع الرميضة وسمعه
- ينابيع مشده

### الحياة النباتية والحيوانية
يكثر بها شجر الأراك والسدر والسلم والسمر والمرخ والسيال والبشام، ويربي الأهالي الغنم والضأن والإبل والبقر
ويوجد في جبالها حيوانات مفترسة منها الذاب والفهود والقرود والثعالب وعدد كبير من أنواع الحيوانات والطيور.

## القبائل
تسكنها عدة قبائل من زهران: آل سويدي، با الديان، آل سعد، آل سوطانة، السلاطين

## المواصلات
يربطها طرق هامة وحيوية جعلتها مركزا حيويا، ومن الطرق التي جرى تعبيدها ما يلي:
- طريق الرميضة قلوة - الباحة
- طريق الرميضة الحضن - حفار الساحل
- طريق الرميضة الصعاليك عليب
- طريق الرميضة سمعة كروان
- طريق عشرة شعثان الشعبين ناوان دوقة - مشروع تم اعتماده

## الخدمات والمرافق
- المرافق الحكومية
  - مركز بالسود وآل سويدي
  - مركز الرعاية الصحية بالرميضة
  - شرطة مركز الرميضة
  - سوق السبت الشعبي
  - فرع البريد بالرميضة
  - فرع مركز الهيئة بالرميضة
  - مكتب للخدمات البلدية بالحضن
  - الإسكان الخيري

تضم الرميضة مجمعات دينية وتعليمية وترفيهية وتجارية، تشمل عددا كبيرا من المساجد والجوامع ومكتبا لتوعية الجاليات، وحديقة الرميضة وساحة شعبية وسد وادي دوقة وعددا من المراكز التجارية ومحطات الوقود وورش الصيانة للسيارات والإنشاء والتعمير وغيرها، ومجمعات مدرسية للبنين والبنات في كل من الرميضة والحضن وكروان والصعاليك وحداب السلاطين.